# Savinjski partizanski bataljon
Savinjski partizanski bataljon, tudi Savinjski bataljon je bil slovenski partizanski bataljon med drugo svetovno vojno.
Savinjski partizanski bataljon so ustanovili na Dobrovljah 19. septembra 1942 ob preureditvi II. grupe odredov, in to kot 1. bataljon Savinjskega odreda. Komandant bataljona je postal Janko Sekirnik, politični komisar Franc Polh. Tri čete Savinjskega bataljona so do konca oktobra 1942 v težavnih razmerah ločeno delovale na območju Zasavja in v Savinjski dolini. Po združitvi čet na Dobrovljah in po akcijah celotnega bataljona v Zadrečki dolini so močne okupatorjeve enote 7. novembra 1942 bataljon na Dobrovljah napadle, ga hudo porazile in mu prizadele precejšne izgube: 17 mrtvih in 5 ujetih partizanov. Glavnina enote se je sicer prebila iz obkolitve, bataljon pa je prenehal obstajati; 11 partizanov je odšlo v Mežiško dolino in tam postalo jedro Koroške čete, drugi so se priključili Moravškemu bataljonu. Ko je bil 14. januara 1943 ustanovljen Kamniško-savinjski odred so v njegovem okviru ponovno ustanovili Savinjski bataljon. Komandant je postal Milan Čadež, politični komisar pa Dušan Rebolj. Bataljon je okupator ponovno močno napadal in ga trikrat razbil, kljub vsemu pa se je obdržal. 14. junija je napadel in zasedel Letuš. 6. avgusta 1943 je bil bataljon vključen v Šlandrovo brigado.